# Dag van de mensenrechten

Human Rights logo

De Dag van de Mensenrechten wordt elk jaar gevierd op 10 december omdat op die dag in 1948 de Universele Verklaring van de Rechten van de Mens werd aangenomen door de Algemene vergadering van de Verenigde Naties. De viering werd ingesteld in 1950 nadat de vergadering alle landen die lid waren van de VN uitnodigde om deze gebeurtenis te vieren. 
10 december is een hoogtepunt op de kalender in het Hoofdkwartier van de Verenigde Naties in New York. Elke vijf jaar wordt de mensenrechtenprijs van de Verenigde Naties uitgereikt, maar ook andere mensenrechtenorganisaties zoals Amnesty International of PEN International grijpen de dag aan om aandachtspunten of eigen prestaties op het gebied van mensenrechten in de verf te zetten. Wereldwijd zijn er enkele uitzonderingen op de datum waarop de dag wordt gevierd: in Zuid-Afrika viert men de dag op 21 maart ter nagedachtenis aan het Bloedbad van Sharpeville en in Kiribati wordt de dag gevierd op 11 december.

## Oorsprong: De Universele Verklaring
Zodra de Verenigde Naties, opgericht eind 1945 in San Francisco, een commissie voor de mensenrechten hadden geïnstalleerd, begon die aan de taak die haar als de belangrijkste was opgedragen: de opstelling van een mensenrechtenverklaring met een universele strekking. Er vormde zich een kerngroep onder leiding van de Amerikaanse presidentsweduwe Eleanor Roosevelt. Een van haar verdiensten was het prestige dat ze genoot bij de Russen. De aanvankelijke  kleine redactiegroep werd eind 1947 uitgebreid, met leden uit meer dan een dozijn landen waaronder naast westerse landen ook de Sovjet-Unie, Chili, Mexico en de Republiek China.
Eleanor Roosevelt koesterde de hoop dat na de intensieve voorbereiding het ontwerp snel zou worden goedgekeurd, maar dat viel tegen. Twee maanden lang wijdden de VN wijdden er 86 vergaderingen aan. Roosevelt wilde geen uitputtende opsomming, maar een minimumverklaring waarover iedereen het eens kon worden. Een van de waarnemers zei: 'We worden het eens over de rechten op voorwaarde dat niemand vraagt waarom.' Kwesties als abortus, de doodstraf, het klachtrecht, de rechten van minderheden en de vrijheid van drukpers zijn uitvoerig besproken maar uiteindelijk omwille van de consensus weggelaten. Even voor middernacht op 10 december kon in Parijs de Algemene Vergadering van de Verenigde Naties de verklaring aannemen. De stemverhouding was 48 voor, 0 tegen en 8 onthoudingen (Zuid-Afrika, Saudi-Arabië en zes landen in de invloedssfeer van de Sovjet-Unie).
Op 4 december 1950 riep de Algemene Vergadering 10 december formeel uit tot de Internationale Dag van de Mensenrechten. De Universele Verklaring kwam in het Guinness Book of Records als ‘s werelds meest vertaalde document. De tekst was in 2015 in meer dan 460 talen beschikbaar. Voortvloeiend uit Universele Verklaring van 1948 zijn door de Verenigde Naties meer dan zestig verdragen en verklaringen op het terrein van mensenrechten aangenomen. Uit de Universele Verklaring kwamen ook tientallen internationale en duizenden plaatselijke organisaties voor mensenrechten voort. Een daarvan is Amnesty International, de organisatie die in 1998 eveneens het Guinness Book of Records haalde met een wereldrecord van 13,5 miljoen handtekeningen als steunbetuiging aan de Universele Verklaring.
Op 9 december 1998 aanvaardden de VN de Verklaring over Mensenrechtenverdedigers. De verklaring garandeert het recht op vrijheid van vereniging en communicatie met andere organisaties, het recht op informatie en het recht op effectieve bescherming door het recht. Iedereen heeft het recht `nieuwe ideeën en beginselen ten aanzien van de mensenrechten te ontwikkelen en die uit te dragen' en `individueel of in vereniging met anderen, deel te nemen aan vreedzame acties tegen schendingen van mensenrechten en fundamentele vrijheden'. De verklaring waarborgt ook het recht om middelen en hulp te werven, ook van buiten de grenzen van het land. Er is sinds 2000 een speciale rapporteur van de VN voor mensenrechtenverdedigers.

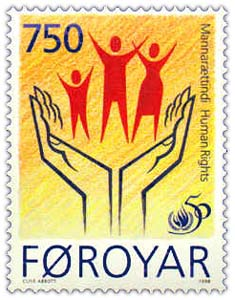
Postzegel, Faeröer, 1998

## Andere internationale dagen voor mensenrechten
Van alle internationale dagen die verband houden met mensenrechten zijn er twee die wereldwijd de grootste bekendheid genieten, beide ingesteld lang vóór de oprichting van de Verenigde Naties. Dat zijn 8 maart, internationale vrouwendag, en 1 mei, Dag van de arbeid.
De VN stelden door de jaren heen internationale dagen in om mensenrechtenonderwerpen en de mensenrechten van bepaalde groepen, plus de bijbehorende VN-programma's, onder de aandacht te brengen. Naast 10 december zijn die internationale dagen onder meer:
- 20 februari: Dag van de sociale rechtvaardigheid
- 21 maart: dag voor de uitbanning van rassendiscriminatie
- 3 mei: Dag van de persvrijheid
- 20 juni: Dag van de vluchteling
- 26 jun:, Dag van steun aan slachtoffers van marteling
- 23 augustus: Dag van de herdenking van de slavenhandel
- 21 september: Dag van de vrede
- 16 november: Dag van de verdraagzaamheid
- 20 november: Dag van de rechten van het kind
- 25 november, Dag van de uitbanning van geweld tegen vrouwen
- 2 december, Dag van de Afschaffing van de Slavernij
- 3 december: Dag van de mensen met een beperking
- 18 december, Dag van de migranten

De datum van 10 december is ook:
- De sterfdag van Alfred Nobel (1833-1896) en sinds 1901, meestal de dag waarop de Nobelprijzen worden uitgereikt, de Nobelprijs voor de Vrede in Oslo en de andere Nobelprijzen in Stockholm;
- De Internationale Dag van de Dierenrechten, die in 1998 uitgeroepen door de organisatie Uncaged en die in diverse landen navolging heeft gekregen.[12] Ook in Nederland is aan die dag in sommige jaren bekendheid gegeven.[13]

## Viering van 10 december
Op 10 december 1961 werd voor het eerst door leden van de dat jaar opgerichte groep Appeal for Amnesty een reusachtige kaars aangestoken op Trafalgar Square in Londen. In 1962 ging de organisatie Amnesty International heten. De kaars bleef het centrale symbool van de organisatie en werd elk jaar op 10 december aangestoken voor de 'Gevangene van het jaar'.
10 december wordt aangegrepen door regeringen, intergouvernementele organisaties zoals de Verenigde Naties en de Raad van Europa en niet-gouvernementele organisaties om aandacht te vragen voor het bewustzijn van mensenrechten. Amnesty International, Human Rights Watch en de Internationale Federatie voor de Mensenrechten stellen 10 december vooral in het teken van individuen, namelijk mensenrechtenverdedigers, overlevenden en slachtoffers.
Over de hele wereld vinden op 10 december evenementen voor mensenrechten plaats. Daaronder zijn demonstraties, wakes, fakkeltochten, handtekeningenacties, tentoonstellingen, seminars, discussiebijeenkomsten, concerten, filmprogramma’s en festivals. Een overzicht van vieringen dat de Verenigde Naties in 2013 uitbracht noemt voorbeelden uit tientallen landen verspreid over de wereld.
In Nederland en België wordt in de meeste gemeenten aandacht gegeven aan 10 december. Een schrijfmarathon wordt jaarlijks op die datum georganiseerd door nationale afdelingen van Amnesty International, ook op diverse plaatsen in Nederland en België.
In de Verenigde Staten is er een officiële Mensenrechtenweek, de week van 10 december tot 15 december (de dag in 1791 dat de Bill of Rights werd toegevoegd aan de Amerikaanse Grondwet).
De Verenigde Naties brachten een lijst uit van meer dan vijftig ideeën voor de viering van 10 december. Onder meer wordt die dag gevierd op grote stadspleinen, soms met en soms zonder instemming van de autoriteiten. In het nieuws kwamen daardoor bijvoorbeeld het Plaza de la Constitución in Mexico-Stad; het Wenceslasplein in Praag; het Plaza de Mayo in Buenos Aires; het Onafhankelijkheidsplein in Kiev; en het Vrijheidsplein in Tbilisi. Ook op het Rode Plein in Moskou is ondanks grote politieaanwezigheid rond 10 december gedemonstreerd.; 
Overigens organiseren ook regeringen die grootschalig de mensenrechten schenden vaak activiteiten op 10 december, om hun ‘eigen invulling’ van de mensenrechten te manifesteren. Zo organiseerde de regering van Guatemala, met indertijd een zeer slechte reputatie op het gebied van de mensenrechten, in 10 december 1992 overal in het land folkloristische optochten, maar geen aandacht gaf aan het feit dat op die dag de Nobelprijs voor de Vrede werd uitgereikt aan Rigoberta Menchú, een uit Guatemala afkomstige activiste voor de rechten van inheemsen. Ook de overheden van Rusland en China hebben een eigen politieke invulling gegeven aan 10 december.
| Jaar | Thema                                                |
| ---- | ---------------------------------------------------- |
| 2003 | De Mensenrechtenprijs van de Verenigde Naties        |
| 2004 | Mensenrechteneducatie                                |
| 2005 | De strijd tegen marteling                            |
| 2006 | Mensenrechten en armoede                             |
| 2007 | Menselijke waardigheid en gerechtigheid voor allen   |
| 2008 | 60ste verjaarDag van de Universele Verklaring        |
| 2009 | Non-discriminatie                                    |
| 2010 | Spreek je uit, stop discriminatie                    |
| 2011 | Vier de mensenrechten                                |
| 2012 | Mijn stem telt                                       |
| 2013 | Twintig jaar werken voor jouw rechten                |
| 2014 | Mensenrechten 365 (dus voor alle dagen van het jaar) |
| 2015 | Onze rechten, onze vrijheden, voor altijd            |
| 2016 | Kom vandaag op voor iemands rechten!                 |
| 2017 | Gelijkheid, rechtvaardigheid en waardigheid          |
| 2018 |                                                      |

## Mensenrechtenverdedigers en prijzen
Aan mensenrechtenverdedigers worden rond 10 december diverse prijzen uitgereikt.
Mensenrechtenverdedigers die op 10 december de Nobelprijs voor de Vrede kregen waren onder meer:
- 1964 Martin Luther King, VS, activist voor burgerrechten
- 1968 René Cassin, Frankrijk, redacteur van de Universele Verklaring
- 1974 Seán MacBride, Ierland, medeoprichter van Amnesty International
- 1975 Andrej Sacharov, Sovjet-Unie, gewetensgevangene, dissident en wetenschapper
- 1977 Amnesty International
- 1980 Adolfo Pérez Esquivel, Argentinië, ex-gewetensgevangene, activist tegen gedwongen verdwijning
- 1983 Lech Wałęsa, Polen, ex-gewetensgevangene, oprichter van Solidarność
- 1984 Desmond Tutu, Zuid-Afrika, voorzitter van  de Zuid-Afrikaanse Waarheids- en Verzoeningscommissie
- 1986 Elie Wiesel, VS, auteur over de holocaust en activist voor mensenrechten
- 1991 Aung San Suu Kyi, Birma, gewetensgevangene
- 1992 Rigoberta Menchú Tum, Guatemala, activiste voor de rechten van inheemse volken
- 1993 Nelson Mandela, Zuid-Afrika, voormalig politiek gevangene
- 2000 Kim Dae-jung, Zuid-Korea, ex-gewetensgevangene en ex-president
- 2002 Jimmy Carter, VS, ex-president, oprichter van het Carter Institute for Human Rights
- 2003 Shirin Ebadi, Iran, ex-gewetensgevange, advocaat
- 2004 Wangari Muta Maathai, Kenia, ex-gewetensgevangene
- 2010 Liu Xiaobo, China, gewetensgevangene
- 2011 Ellen Johnson Sirleaf, Leymah Gbowee en Tawakkul Karman, activisten voor vrouwenrechten
- 2014 Kailash Satyarthi en Malala Yousafzai, activisten voor onderwijs aan kinderen
- 2015 Kwartet voor Nationale Dialoog in Tunesië

De Mensenrechtenprijs van de Verenigde Naties wordt om de vijf jaar op 10 december uitgereikt aan zes tot negen personen of organisaties. Bekroond zijn onder meer Eleanor Roosevelt (1968), Amnesty International (1978), Nelson Mandela (1988), de Internationale Commissie van Juristen (1993), Jimmy Carter (1998), Sérgio Vieira de Mello (2003), Denis Mukwege (2008) en Malala Yousafzai (2013).
De Sacharovprijs is de jaarlijkse 'prijs voor de vrijheid van denken' van het Europees Parlement. Ze is in 1988 ingesteld en is in de meeste jaren uitgereikt aan een individuele activist (en enkele keren aan een organisatie of functionaris). De uitreiking vindt plaats in Straatsburg rond 10 december.
De Right Livelihood Award, toegekend door het Zweeds parlement, wordt vaak de 'alternatieve Nobelprijs voor de Vrede' genoemd, en wordt kort vóór 10 december uitgereikt.
De Mensenrechtentulp is door de Nederlandse regering ingesteld om 'personen te eren die onder grote risico’s de mensenrechten verdedigen'. Ze wordt op 10 december uitgereikt in Den Haag. De keuze van de prijswinnaar komt tot stand op basis van een voorstel van een onafhankelijke jury; ook het publiek mag stemmen. De winnaar krijgt een beeldje en een bedrag, daarnaast mag de winnaar een voorstel indienen voor financiële ondersteuning van het werk.

## Historische gebeurtenissen rond 10 december
In verscheidene landen staat de viering van 10 december als internationale dag voor de mensenrechten mede in het teken van historische gebeurtenissen op of rond die datum.
- 10 december 1945 - Nederland treedt toe tot de Verenigde Naties.
- 9 december 1948 - De VN-organisatie aanvaardt het Genocideverdrag.
- 10 december 1977 - Veertien Dwaze Moeders zetten een advertentie in een Argentijnse krant met daarin de namen van hun 'verdwenen' kinderen. Ze demonstreerden sinds april dat jaar om aandacht voor de kinderen te vragen. Die nacht werd een van de moeders, Azucena Villaflor, door militairen meegenomen uit haar huis. Ze zou zijn overgebracht naar het martelcentrum van de ESMA (een marineschool). Haar lichaam, samen met dat van twee andere moeders, is in juli 2005 geïdentificeerd door een forensisch onderzoek. Botbreuken toonden aan dat ze waarschijnlijk van grote hoogte uit een vliegtuig is gegooid, op een van de 'dodenvluchten'.[28]
- 10 december 1979 -  In Taiwan wordt een demonstratie voor democratie in bloed gesmoord door de regerende Kuomintang, een gebeurtenis die bekend wordt als het Incident van Kaohsiung. Een van de gearresteerde leiders van de democratische beweging is Shih Ming-teh, die voor zijn geweldloze protesten in totaal 25,5 jaar als gewetensgevangene vastzit. Later werd hij een vooraanstaand politicus.[29] Taiwan kreeg de eerste vrije verkiezingen in 2000.
- 10 december 1981 - In de Sovjet-Unie houden dichteres Irina Ratoesjinskaja en anderen ter gelegenheid van mensenrechtendag een stille wake op het Poesjkinplein in Moskou. Ze worden opgepakt en tien dagen vastgehouden. Irina wordt later naar een werkkamp gestuurd; ze komt vrij in 1986 bij gelegenheid van de topontmoeting tussen de Amerikaanse president Reagan en de Russische partijleider Gorbatsjov. Ze gaat in ballingschap en krijgt internationale bekendheid door haar poëzie over vervolging en gevangenschap.[30]
- 10 december 1983 - President Raúl Alfonsín van Argentinië kiest 10 december als de Dag van zijn aantreden. Daarmee eindigt het bewind van de militaire junta die in 1976 de macht had gegrepen. Sindsdien zijn alle Argentijnse presidenten geïnaugureerd op 10 december.[31]
- 10 december 1989 - Omwenteling in Mongolië: bij gelegenheid van de eerste openlijke prodemocratische betoging in het land kondigt Tsahiagiin Elbegdorzj de oprichting van de Mongoolse Democratische Unie aan. Hij zou invoering van een democratisch kiesstelsel tweemaal premier en, in 2009, president van het land worden.
- 10 december 1994 - Naar aanleiding van de genocide in Rwanda eerder dat jaar (ten minste 500.000 doden) beveelt het hoofd van de VN-vredesmissie in Zaïre aan dat het multinationale leger daar zich terugtrekt. In 1996 begint in Zaïre (later de Democratische Republiek Congo) een oorlog die 's werelds dodelijkste conflict na de Tweede Wereldoorlog wordt, met deelname van acht Afrikaanse naties en ten minste 25 gewapende groeperingenn. Het dodental in tien jaar oorlog, en de honger en epidemieën die daarvan het gevolg zijn geweest, is door het International Rescue Committee geschat op 5,4 miljoen.[32]
- 11 december 1994 - De Russische president Boris Jeltsin stuurt troepen naar Tsjetsjenië. Het wordt het begin van de Eerste Tstjetsjeense oorlog (tot 1996), gevolgd door een Tweede (vanaf eind 1999). Het Russische leger bestrijdt met groot geweld Tsjetsjeense separatisten en maakt zich schuldig aan talloze gevallen van marteling, standrechtelijke executie en verdwijning. Het dodental loopt op tot wellicht 200.000.[33]
- 10 december 1996 - President Nelson Mandela van Zuid-Afrika tekent de nieuwe democratische grondwet die voorziet in een staat zonder rassenscheiding.[34]
- 10 december 1998 - De Palestijnse Autoriteit bevestigt dat ze de staat Israël erkent.[35]
- 10 december 2006 - SterfDag van de Chileense ex-president Augusto Pinochet. Na een militaire staatsgreep op 11 september 1973 was hij aan de macht tot 1990. Onder zijn bewind, vooral in de eerste periode, werden gevangenen op grote schaal gemarteld. Een waarheidscommissie stelde in 1991 vast dat meer dan drieduizend mensen waren vermoord of 'verdwenen'.[36] Pinochet zat bijna twee jaar (1998-2000) vast in Londen, maar werd uiteindelijk niet berecht, ook niet na zijn terugkeer.
- 9 december 2008 - Publicatie, in China, van Charta 08, een manifest voor democratie en vrijheid ondertekend door driehonderd vooraanstaande Chinese burgers. Enkele initiatiefnemers, onder wie Liu Xiaobo, werden gearresteerd. Vele anderen zijn ondervraagd of lastiggevallen door de politie. Eind 2009 veroordeelde een rechtbank Liu Xiaobo tot elf jaar gevangenisstraf wegens 'het oproepen tot omverwerping van de staat'. In 2010 kreeg hij als eerste inwoner van de Volksrepubliek de Nobelprijs voor de Vrede.
- 9 december 2009 - Te midden van aanhoudende studentenprotesten zetten de autoriteiten van Iran een paramilitaire veiligheidsdienst in die met veel geweld optreedt.[37] Het was de laatste grote demonstratie uit de periode van het 'groene' verzet tegen de uitslag van de presidentsverkiezingen van dat jaar.[38]